# ووکاش لواندوفسکی
ووکاش لواندوفسکی (لهستانی: Łukasz Lewandowski؛ زادهٔ ۱۰ اوت ۱۹۷۴) بازیگر، صداپیشه و مدیر دوبلاژ اهل لهستان است. وی دانش‌آموختهٔ آکادمی ملی هنرهای نمایشی الکساندر زلوروویچ در ورشو است.
از فیلم‌ها یا مجموعه‌های تلویزیونی که وی در آن‌ها نقش داشته است، می‌توان به گوش آقای رئیس، ۲۵ سال بی‌گناهی، عملیات سنبل، سیل، دختران جنگ، لجن‌زار، بلفر، پدر متیو و عشق اول اشاره نمود.